# Erregung (Physiologie)
Erregung oder Exzitation bezeichnet die charakteristische Reaktion erregbarer Systeme, bei bestimmten Veränderungen (als äußerer oder innerer Reiz) oberhalb einer gewissen Schwelle selbsttätig mit kennzeichnenden Mustern erhöhter Aktivität zu antworten. Oft wird der Begriff weiter gefasst und sowohl für den eine solche Reaktion hervorrufenden (Erregungs-)Vorgang wie für den durch diese Reaktion hervorgerufenen (Erregungs-)Zustand gebraucht.
Auf zellulärer Ebene ist eine Erregbarkeit (Exzitabilität) elektrophysiologisch (nur) bei Nervenzellen, Muskelzellen und einigen sekretorischen Zellen gegeben. Diese können auf eine Veränderung ihres Membranpotentials – beispielsweise eine elektrotonisch herbeigeführte Depolarisation der Zellmembran –, sofern diese ein gewisses Schwellenpotential erreicht, selbsttätig (durch spannungsgesteuerte Ionenkanäle) mit einer Änderung ihrer Membraneigenschaften (erhöhte Durchlässigkeit für bestimmte Ionen) antworten, was zu einer vorübergehenden deutlichen Veränderung der Potentialdifferenz führt – beispielsweise einem Aktionspotential – als der Erregung.
Die so gebildete Erregung kann von Nerven- und Muskelzellen weitergeleitet (→Erregungsleitung) und auf andere Zellen übertragen werden (→Erregungsübertragung). Doch kann die interneuronale Übertragung der Erregung einer Nervenzelle auf eine andere Nervenzelle für deren Erregung dann ein förderndes oder hemmendes Signal sein.
Auf der Ebene eines Gesamtorganismus kann sich Erregung in Formen gesteigerter motorischer und/oder geistig-seelischer Funktionen zeigen. Zur krankhaft gesteigerten Erregung siehe Erregung (Medizin).